# Sommet du G8 de 2000
Pour un article plus général, voir Sommet du G8.
Le sommet du G8 2000, 26e réunion du G8, réunissait les dirigeants des 7 pays démocratiques les plus industrialisés et la Russie, ou G8, du  21 au 23 juillet 2000, dans la ville japonaise de Nago.

## Participants
| Participants au G8            |                       |                  |                      |
| Membre                        | Membre                | Représenté par   | Fonction             |
| Drapeau du Canada             | Canada                | Jean Chrétien    | Premier ministre     |
| Drapeau de la France          | France                | Jacques Chirac   | Président            |
| Drapeau de l'Allemagne        | Allemagne             | Gerhard Schröder | Chancelier           |
| Drapeau de l'Italie           | Italie                | Giuliano Amato   | Président du Conseil |
| Drapeau du Japon              | Japon                 | Yoshiro Mori     | Premier ministre     |
| Drapeau du Royaume-Uni        | Royaume-Uni           | Tony Blair       | Premier ministre     |
| Drapeau de la Russie          | Russie                | Vladimir Poutine | Président            |
| Drapeau des États-Unis        | États-Unis            | Bill Clinton     | Président            |
| Drapeau de l’Union européenne | Commission européenne | Romano Prodi     | Président            |